# Bruno Zuculini
Bruno Zuculini (* 2. April 1993 in Belén de Escobar) ist ein argentinischer Fußballspieler italienischer Abstammung, der derzeit bei Racing Club Avellaneda spielt.

## Karriere
Im Alter von 16 Jahren debütierte er in der ersten Mannschaft des Racing Clubs bei der 0:1-Niederlage gegen Gimnasia y Esgrima La Plata in der Argentinischen Primera Division. In der Saison 2012/13, nach den Abgängen von Giovanni Moreno und Lucas Nahuel Castro, spielte er regelmäßig für Avellaneda.
Am 23. Juli 2014 schoss Zuculini in einem Vorbereitungsspiel gegen Sporting Kansas City das erste Tor der Partie. Manchester City bestätigte den Transfer des Argentiniers am 8. August 2014. Ihm wurde die Nummer 36 zugeteilt. Zuculini ist der vierte Argentinier, der einen Vertrag beim Premier-League-Verein unterzeichnet.
Manchester City lieh Zuculini am 19. August 2014 an den La-Liga-Verein FC Valencia für die Dauer eines Jahres aus. Nach nur einem halben Jahr und 45 Minuten Einsatzzeit für Los Che wurde sein Leihvertrag am 30. Januar 2015 aufgelöst.
Nur Stunden nach der Vertragsauflösung wurde Zuculini bis Ende Juni an den FC Córdoba ausgeliehen. Córdoba stieg am Ende der Saison in die Segunda Division ab. Zuculini wurde von der spanischen Zeitschrift Marca in das «Schlechteste Team der Saison» gewählt.
Zur Saison 2015/16 kehrte Zuculini nach Manchester zurück, kam aber nicht zum Zuge. Ende Oktober 2015 wechselte er zunächst für einen Monat auf Leihbasis zum FC Middlesbrough. Die Leihe wurde am 25. November 2015 bis zum 2. Januar 2016 verlängert.
Nach dem Ende der Leihe kehrte Zuculini Anfang Januar 2016 erneut nach Manchester zurück, kam aber erneut zu keinem Einsatz. Zum 1. Februar 2016 wechselte Zuculini bis zum Ende der Saison 2015/16 in die griechische Super League zu AEK Athen. Nach nur 22 Tagen und drei durchaus positiven Einsätzen (zwei Ligaspiele und ein Pokalspiel) nahm seine griechische Karriere ein vorzeitiges Ende, nachdem er im Training eine Mittelfußfraktur erlitt und bis zum Saisonende ausfiel.
Nach einer weiteren Leihe zu Rayo Vallecano im Sommer 2016 wechselte Zuculini im Januar 2017 zum italienischen Zweitligisten Hellas Verona, mit dem ihm der Aufstieg in die Serie A gelang.
Im Januar 2018 wechselte Zuculini zum argentinischen Rekordmeister River Plate. Im Januar 2024 folgte ein ablösefreier Wechsel zu Racing Club Avellaneda.

## Persönliches
Zuculinis Bruder Franco ist ebenfalls ein Fußballspieler und spielt wie Bruno auch im Mittelfeld. Beide begannen ihre fußballerischen erste Schritte beim Racing Club, bei dem die beiden im Jahre 2011 zusammen spielten. Seit Januar 2017 spielten beide zusammen für Hellas Verona.

## Erfolge
Hellas Verona
- Aufstieg in die Serie A: 2016/17

River Plate
- Copa Libertadores: 2018
- Recopa Sudamericana: 2019
- Argentinischer Meister: 2023 (1 Einsatz)[11]